# 默恩巴赫河
48°15′11″N 12°41′50″E / 48.25308°N 12.69711°E

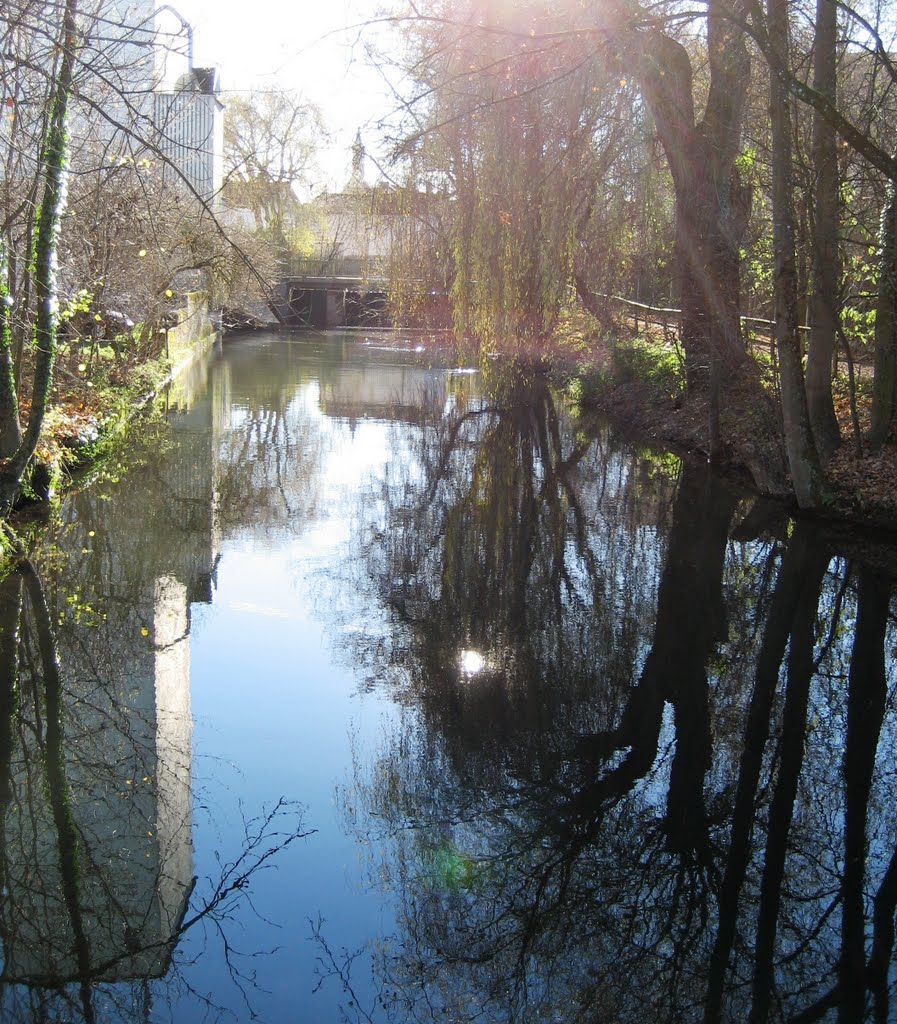

默恩巴赫河（德語：Mörnbach），是德國的河流，位於該國東南部，由巴伐利亞負責管轄，屬於因河的支流，河道全長43.7公里，發源自施奈特塞，河口處在新厄廷以東。